# 葛木倭文座天羽雷命神社

境内入口

葛木倭文座天羽雷命神社（かつらきしとりにいますあめのはいかづちのみことじんじゃ）は、奈良県葛城市の二上山山麓にある神社である。式内大社で、旧社格は村社。単に倭文神社（しずりじんじゃ）とも呼ばれる。

## 祭神
天羽雷命（あまはいかづちのみこと）を主祭神とし、右殿に摂社・掃守神社（天忍人命）、左殿に摂社・二上神社（大国魂命）を配祀する。
天羽雷命は各地に機織や裁縫の技術を伝えた倭文氏の祖神で、当社は日本各地にある倭文神社の根本の神社とされる。
天忍人命は彦波瀲武鸕鶿草葺不合尊生誕のときにその胎便（「蟹」と呼ばれる）を掃除したという神で、その子孫は蟹守（かもり）氏（掃部、加守、狩森などとも）と称した。当社の社家も蟹守氏である。附近の「加守」という地名も蟹守に由来するもので、当社は江戸時代まで「加守明神」と呼ばれていた。
大国魂命は二上山山頂にある葛木二上神社の祭神である。山頂の二上神社の遥拝所もしくは里宮的な存在であったとみられる。

## 歴史

### 概史
創建の年代等は不詳である。文献の初出は、『日本三代実録』の貞観元年（859年）1月27日条、当社に従五位上の神階を授けるという記述である。延喜式神名帳では「大和国葛下郡 葛木倭文坐天羽雷命神社」と記載され、大社に列している（ただし、葛木倭文坐天羽雷命神社については葛城市新庄町の博西神社も論社とされている）。
明治6年（1873年）に村社に列格し、明治40年（1907年）に神饌幣帛料供進社に指定された。

### 神階
- 天安3年（859年）1月27日、従五位下から従五位上（『日本三代実録』）- 表記は「葛木倭文天羽雷命神」。

## 境内

拝殿
本殿
境内社

## 交通アクセス
- 近畿日本鉄道 南大阪線 二上神社口駅から西へ徒歩10分。